# Beriański Instytut Biblijny
Beriański Instytut Biblijny (ang. Berean Bible Institute; BBI) – korporacja prawna reprezentująca powstały w Australii w 1918 roku odłam Badaczy Pisma Świętego po wybraniu Josepha F. Rutherforda na prezesa Towarzystwa Strażnica po śmierci Charlesa Taze Russella. Grupa ta została założona przez R.E.B. Nicholsona. Opiera się na Biblii i pismach pastora Charlesa T. Russella.

## Historia
Po śmierci Charlesa T. Russella sekretarz oddziału australijskiego R.E.B. Nicholson odrzucił wybór Josepha F. Rutherforda na stanowisko drugiego prezesa Towarzystwa Strażnica. Zaczął krytykować nowe publikacje biblijne (głównie książkę Dokonana tajemnica) oraz osobę prezesa. Zabrał ze sobą część majątku Towarzystwa który przepisał na siebie i założył oddzielną grupę badacką nazwaną Beriańskim Instytutem Biblijnym. Jednakże jego żona Jane Nicholson pozostała w zborze związanym z Towarzystwem Strażnica aż do śmierci w 1951 roku.  
Od początku swojej działalności współpracuje z amerykańskimi korporacjami Pastoralnym Instytutem Biblijnym, i od roku 1936 z Dawn Bible Students Association. W okresie późniejszym BBI rozpoczął współpracę przy organizowaniu konwencji z New Covenant Fellowship (Wspólnota Nowego Przymierza) – ruchem religijnym założonym w Australii w roku 1909 przez Ernesta C. Henningesa, który sprzeciwiał się nauczaniu C.T. Russella w sprawie Nowego Przymierza. Członkowie Beriańskiego Instytutu Biblijnego uczestniczą w corocznej konwencji New Covenant Fellowship, a członkowie New Covenant Fellowship uczestniczą w corocznej konwencji BBI.
Beriański Instytut Biblijny od 1 lipca 1918 roku wydaje główne czasopismo Peoples Paper and Herald of Christ's Kingdom (pol. Gazeta Ludu i Zwiastun Chrystusowego Królestwa). Początkowo był to miesięcznik, obecnie ukazuje się jako kwartalnik. Pismo ma objętość 12 stron formatu A4. Do roku 1929 działalnością BBI kierował pięcioosobowy komitet. W roku 1929 R.E.B. Nicholson opuścił założony przez siebie ruch i zamieszkał w Australii Zachodniej, gdzie zmarł w roku 1955. Po nim działalności BBI do roku 1988 przewodził Ernest E. Martin, a po jego śmierci David Simkin.

## Przewodniczący BBI
- 1918–1929 – R.E.B. Nicholson (1871–1955)
- 1929–1988 – Ernest E. Martin (zm. 1988)
- od 1988 – David Simkin

## Polski Zbór Badaczy Pisma Świętego w Melbourne
Z Beriańskim Instytutem Biblijnym współpracuje polski Zbór Badaczy Pisma Świętego w Melbourne, który występuje pod nazwą „The Polish Bible Students Association” (odrębne stowarzyszenie od amerykańskiego o tej samej nazwie). Zbór ten powstał na początku lat 60. XX wieku w wyniku emigracji polskich członków ruchu Wolnych Badaczy Pisma Świętego do Australii. Od kwietnia 2001 roku przygotowuje on 15 minutowe audycje dla radia 3ZZZ z Melbourne nadawane w każdą czwartą sobotę miesiąca. Łącznie z młodzieżą i dziećmi w 2007 roku liczył około 80 osób i był największym polskim zborem WBPŚw poza granicami kraju.